# Tadeusz Pleśniak
Tadeusz Pleśniak ps. Żbik, Gad, Hanka, Zośka (ur. 14 sierpnia 1912 w Rudniku pod Sanem, zm. 17 stycznia 1949 w Rzeszowie) – oficer Armii Krajowej oraz Zrzeszenia Wolność i Niezawisłość, działacz podziemia antykomunistycznego, zamordowany na Zamku Lubomirskich w Rzeszowie.

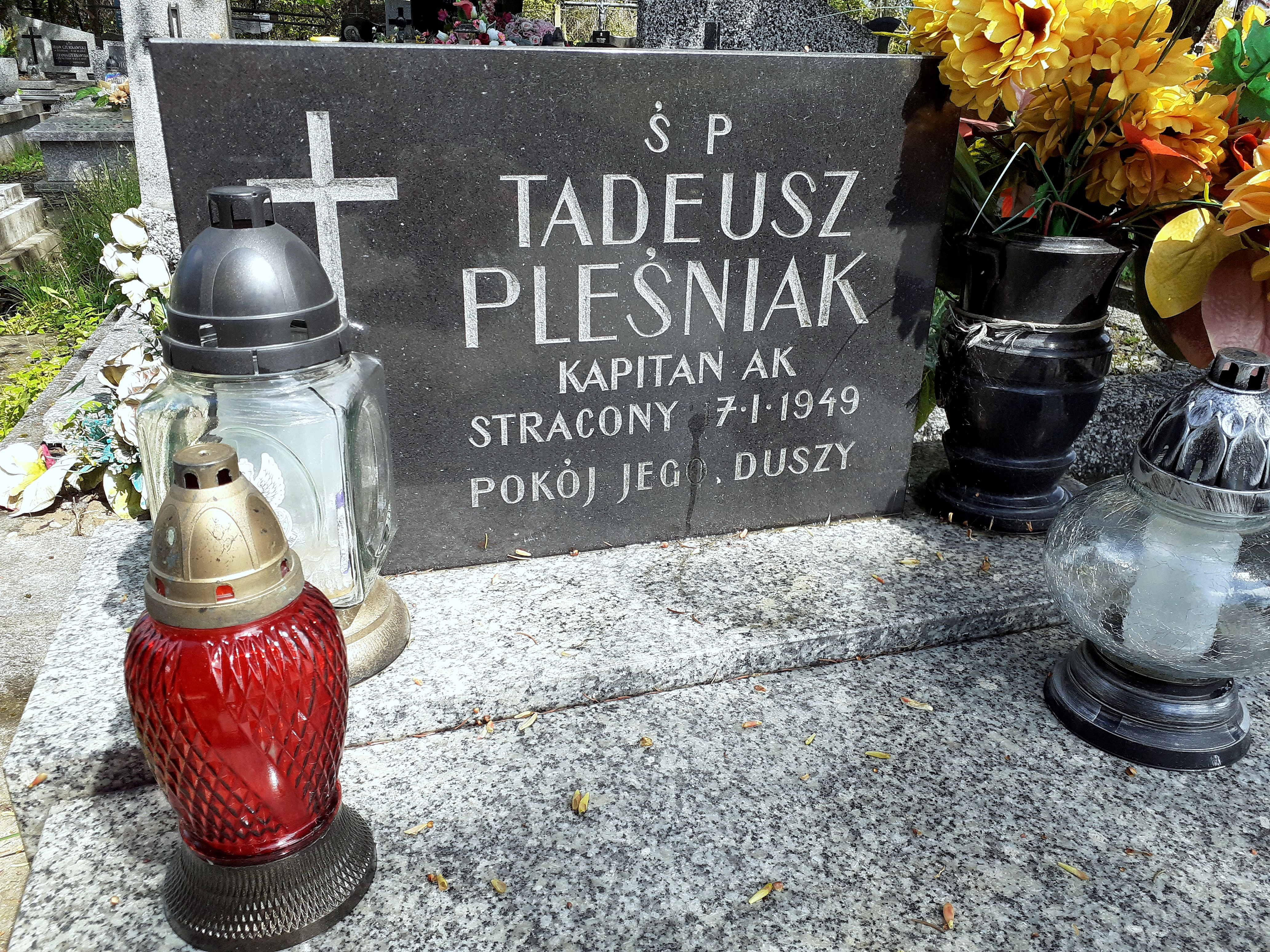
Nagrobek Tadeusza Pleśniaka

## Życiorys
Urodził się 14 sierpnia 1912 w Rudniku nad Sanem na Podkarpaciu. Studiował prawo na Uniwersytecie Jana Kazimierza we Lwowie, później pracował jako nauczyciel.
Brał udział w wojnie obronnej 1939, walczył w obronie twierdzy Modlin. Po jej kapitulacji trafił do niewoli, z której został zwolniony w połowie października 1939. Od maja 1940 żołnierz ZWZ-AK, od wiosny 1942 zastępca dowódcy i oficer szkoleniowy w Placówce Pruchnik w Obwodzie Jarosław AK.
Uczestnik akcji Burza, następnie działacz „NIE” i Delegatury Sił Zbrojnych. Od września 1945 w strukturach Okręgu WiN Rzeszów, gdzie redagował pismo „Ku Wolności”. W październiku 1946 objął kierownictwo nad komórką kolportażu, a następnie nad całym Wydziałem Propagandy rzeszowskiego WiN.
16 grudnia 1947 aresztowany w Kłodzku przez Urząd Bezpieczeństwa, został skazany przez Wojskowy Sąd Rejonowy w Rzeszowie na karę śmierci (sędzia Roman Kryże).
17 stycznia 1949 zamordowany na Zamku Lubomirskich w Rzeszowie. Został pochowany na cmentarzu Pobitno.
W 2009 prezydent RP Lech Kaczyński odznaczył go pośmiertnie Krzyżem Komandorskim z Gwiazdą Orderu Odrodzenia Polski.